# Özgen Ergin
Özgen Ergin (* 1947 in  Kapadokya, Türkei) ist ein türkischer Autor, der in Deutschland lebt und arbeitet. Der Sozialarbeiter betätigt sich sowohl als Lyriker als auch als Erzähler.

## Leben
Ergin, seit 1973 in Deutschland, veröffentlichte 1992 mit Charlie Kemal einen deutschsprachigen Band mit eigenen Erzählungen, die er selbst ins Deutsche übertrug; diese waren auf Türkisch zum Teil bereits in den Bänden Şarlo Kemal (1987) und Derin Sularda (1990) in Istanbul erschienen. Auch als Lyriker versuchte Ergin sich in deutscher Sprache.
Nach einem weiteren türkischsprachigen Erzählband Galatalı Angelos (1999) erschien 2005 der Romanerstling des Kölner Autors: Firdöndü. Diese schicksalhafte Familiensaga fand in den türkischen Medien große Beachtung.

## Bibliografie (Auswahl)

### Deutschsprachige Publikationen
- Charlie Kemal : Erzählungen; 1992, Dittrich-Verlag
- Nationalität: Schriftsteller : Texte zugewanderter Autoren aus Nordrhein-Westfalen; Herausgeber: Dr. Eva Weissweiler, Dr. Hidir Celik, Helle Jeppesen; 2002, Free Pen Verlag

### Türkischsprachige Publikationen
- Firdöndü : Roman; 2005, Dünya Kitapları